# Tủa Chùa
Tủa Chùa là một huyện thuộc tỉnh Điện Biên, Việt Nam.

## Địa lý
Huyện Tủa Chùa nằm ở phía đông bắc tỉnh Điện Biên, cách trung tâm thành phố Điện Biên Phủ 118 km, có vị trí địa lý:
- Phía đông giáp huyện Quỳnh Nhai, tỉnh Sơn La
- Phía tây giáp huyện Mường Chà
- Phía nam giáp huyện Tuần Giáo
- Phía bắc giáp huyện Sìn Hồ, tỉnh Lai Châu.

Địa hình huyện chủ yếu là núi thấp với các đỉnh Na Tung cao 1.585 m ở phía đông nam, Phình Ho cao 1.585 m ở phía tây bắc và cao nguyên Sín Chải dạng cao nguyên đá vôi. Có sông Đà chảy qua ranh giới phía đông và phía bắc của huyện, sông Nậm Mức chảy qua ranh giới phía tây của huyện để nối vào sông Đà tại phía tây bắc huyện này trong địa giới xã Lao Xả Phình.

## Hành chính
Huyện Tủa Chùa có 12 đơn vị hành chính cấp xã trực thuộc, bao gồm thị trấn Tủa Chùa (huyện lỵ) và 11 xã: Huổi Só, Lao Xả Phình, Mường Báng, Mường Đun, Sín Chải, Sính Phình, Tả Phìn, Tả Sìn Thàng, Trung Thu, Tủa Thàng, Xá Nhè.
| \| Thị trấn (1) \| \| \| \| \| Tủa Chùa \| 14,49 \| 8.287 \| 571 \| \| Xã (11) \| \| \| \| \| Huổi Só \| 63,42 \| 2.850 \| 44 \| \| Lao Xả Phình \| 49,91 \| 2.858 \| 57 \| \| Mường Báng \| 56,30 \| 5.756 \| 102 \| \| Mường Đun \| 37,56 \| 4.279 \| 113 \| \| Sín Chải \| 88,75 \| 5.340 \| 60 \| \| Sính Phình \| 70,13 \| 7.020 \| 100 \| \| Tả Phìn \| 50,89 \| 4.080 \| 80 \| \| Tả Sìn Thàng \| 50,50 \| 4.390 \| 86 \| \| Trung Thu \| 53,53 \| 3.590 \| 67 \| \| Tủa Thàng \| 87,51 \| 5.740 \| 65 \| \| Xá Nhè \| 61,17 \| 7.369 \| 120 \| \| Toàn huyện \| 684,15 \| 61.559 \| 89 \| |                          |                         |                    |
| Nguồn: Niên giám tỉnh Điện Biên năm 2022 |                          |                         |                    |
| Tên | Diện tích năm 2022 (km²) | Dân số năm 2022 (người) | Mật độ (người/km²) |
| Thị trấn (1) |                          |                         |                    |
| Tủa Chùa | 14,49                    | 8.287                   | 571                |
| Xã (11) |                          |                         |                    |
| Huổi Só | 63,42                    | 2.850                   | 44                 |
| Lao Xả Phình | 49,91                    | 2.858                   | 57                 |
| Mường Báng | 56,30                    | 5.756                   | 102                |
| Mường Đun | 37,56                    | 4.279                   | 113                |
| Sín Chải | 88,75                    | 5.340                   | 60                 |
| Sính Phình | 70,13                    | 7.020                   | 100                |
| Tả Phìn | 50,89                    | 4.080                   | 80                 |
| Tả Sìn Thàng | 50,50                    | 4.390                   | 86                 |
| Trung Thu | 53,53                    | 3.590                   | 67                 |
| Tủa Thàng | 87,51                    | 5.740                   | 65                 |
| Xá Nhè | 61,17                    | 7.369                   | 120                |
| Toàn huyện | 684,15                   | 61.559                  | 89                 |

## Lịch sử
Địa bàn huyện Tủa Chùa vốn là đất Mường Báng xưa.
Ngày 18 tháng 10 năm 1955, Thủ tướng Chính phủ ban hành Nghị định số 606/NĐ-TTg về việc thành lập châu Tủa Chùa (nay là huyện Tủa Chùa) trên cơ sở 49.120 ha diện tích tự nhiên, gồm 8 xã với hơn 10.000 người của châu Mường Lay.
Châu Tủa Chùa bao gồm 8 xã: Tà Phình (tức Tả Phìn), Lao Sà Phình (Lao Xả Phình), Sìn Phình (Sính Phình), Sin Chai (Sín Chải), Ta Sin Thang (Tả Sìn Thàng), Trung Thu, Quyết Tiến, Cộng Hòa.
Ngày 15 tháng 12 năm 1977, 3 xã: Mường Báng, Mường Đun, Xá Nhè được chuyển từ huyện Tuần Giáo về huyện Tủa Chùa quản lý. Đồng thời, sáp nhập xóm Phảng Củ và xóm Háng Chưa của xã Xá Nhè vào xã Phình Sáng, huyện Tuần Giáo.
Ngày 2 tháng 1 năm 1989, chia xã Mường Báng thành 2 đơn vị hành chính: xã Mường Báng và thị trấn Tủa Chùa.
Ngày 26 tháng 12 năm 2003, tỉnh Lai Châu được tách thành tỉnh Lai Châu mới và Điện Biên, huyện Tủa Chùa thuộc tỉnh Điện Biên.
Ngày 1 tháng 1 năm 2020, mở rộng thị trấn Tủa Chùa trên cơ sở sáp nhập một phần diện tích và dân số của xã Mường Báng. Huyện Tủa Chùa có 1 thị trấn và 11 xã như hiện nay.

## Kinh tế
Trồng ngô, lúa, chè, bông, trẩu, đồng cỏ. Cây ăn quả. Chăn nuôi bò, trâu, ong mật, dê. Trồng cây chủ để khai thác cánh kiến. Khai thác dược liệu, đặc sản rừng. Chế biến chè, nông sản.

## Dân số
Huyện Tủa Chùa có diện tích 68.414,88 ha, dân số năm 2022 là 61.559 người. Trong đó, dân số thành thị là 8.287 người và dân số nông thôn là 53.272 người.
Huyện có diện tích tự nhiên 68.414,88 ha, dân số năm 2020 là 61.017 người, với 7 dân tộc, trong đó dân tộc thiểu số chiếm trên 95%.
Huyện Tủa Chùa có diện tích 67.941 ha, dân số năm 2012 là 50.033 người.
Huyện có diện tích 679,41 km², dân số năm 2009 là 47.279 người, mật độ dân số đạt 70 người/km².

## Du lịch
Động Xá Nhè là hang động dạng karst trong núi đá vôi ở xã Xá Nhè, động được Bộ Văn hóa, Thể thao và Du lịch quyết định xếp hạng danh lam thắng cảnh cấp quốc gia ngày 10/3/2014.

## Giao thông
Quốc lộ 6 chạy qua phía tây huyện tới thị xã Mường Lay, đường thủy trên sông Đà. Tuyến đường từ Quốc lộ 6 lên đến trung tâm huyện dài 19 km là tuyến đường giao thông nối huyện với các huyện bạn và giao lưu về kinh tế.